# ヤコフ・サンニコフ
ヤコフ・サンニコフ（ロシア語: Яков Санников, ラテン文字転写: Yakov Sannikov、1749年頃－1825年）は、ロシア帝国の商人であり、ノヴォシビルスク諸島への探検家でもある。エヴェンキ人とされている。
孫のヤコフ・フョードロヴィチ・サンニコフはアレクサンドル・アレクサンドロビッチ・ブンゲ、エドゥアルト・フォン・トル、フリチョフ・ナンセンらの探検を支援した商人・慈善家として知られる。

## 業績
父姓が記録に残されていないなど、出生については不明な点が多いが、ウスチ・ヤンスク（現在のサハ共和国ウスチ・ヤンスク地区）の出身とされる。
1800年にサンニコフはストルボヴォイ島を発見、海図に記載した。1805年にはファデエフスキイ島を発見した。1808年から1810年にはマトヴェイ・ゲデンシュトロムが率いる探検隊に参加した。1810年にサンニコフはノヴァヤ・シビリ島を横断しファデエフスキイ島を探検した。サンニコフはまたゼムリャ・ブンゲも発見している。サンニコフはコテリヌイ島の北に島があると主張、その島はサンニコフ島と呼ばれるが、現代では実在しないことが明らかにされている。しかしロシア及びソ連では、1944年まで存在すると考えられ、ゲデンシュトロムを始め、多くの探検家もサンニコフ島を目撃しており、彼らが何を見たのかは今も謎である。
1812年にサンクトペテルブルクで上記の発見の報告書を作成して以降、サンニコフの消息は途絶えていた。近年になって記録が発見され、1825年に76歳で亡くなっていたことが判明した。
ノヴォシビルスク諸島のリャーホフスキー諸島とアンジュー諸島との間の海峡、ノヴォシビルスク諸島にある川および東シベリア海の浅堆にサンニコフの名前がつけられている。